# Fausto Leali
Fausto Leali (Nuvolento, 1944. október 29. –) olasz énekes, dalszerző. Számos slágert tudhat magáénak, emellett Olaszország egyik legnépszerűbb énekese.

## Pályafutása
A nyolcvanas években többször is részt vett a Sanremói Dalfesztiválon, ahol 1989-ben Anna Oxával duettben nyert. Majd még ugyanabban az évben szintén Oxával duettben képviselte hazáját az Eurovíziós Dalfesztiválon, Svájcban; Az általuk előadott Avrei Vuloto c. dal 56 pontot szerzett és a 9. helyet érte el a 22 fős mezőnyben.
1968-ban feleségül vette Milena Cantù-t, akitől egy lánya született.

## Diszkográfia

### Albumok
- 1964 Fausto Leali
- 1966 Fausto Leali e i suoi Novelty
- 1968 Il negro bianco
- 1976 Io camminerò
- 1977 Leapoli
- 1981 Un attimo di blu
- 1992 Saremo promossi
- 1994 Anima nuda
- 2002 Secondo me ... io ti amo
- 2006 Profumo e Kerosene
- 2016 Non sono Leali

### Kislemezek
| - 1961 "Il mondo di Suzie Wong" / "Veleno dolce" - 1961 "I magnifici sette" / "Madonnina delle due strade" - 1961 "Lei" / "Non sono più la tua ragazza" - 1961 "Amarti così" / "Lo squilibrato" - 1963 "Please please me" / "5 giorni" - 1963 "Follie d'estate" / "Non voglio più piangere" - 1964 "La campagna in città" / "Ho perduto" - 1964 "Lei ti ama" / "Danza senza nome" - 1964 "Allora non-era amore" / "Baby Jane" - 1965 "Raccontalo ad un altro" / "Un bacio in più" - 1965 "Sha La La" / "Sorriderai" - 1966 "È solo un gioco" / "Per un momento ho perso te" - 1966 "Mamma perdonami" / "E non-lo scorderai" - 1967 "A chi" / "Se qualcuno cercasse di te" - 1967 "Senza di te" / "Oscurità" - 1967 "Senza luce" ("A whiter shade of pale") / "Per un momento ho perso te" - 1968 "Deborah" / "Non importa se" - 1968 "Angeli negri" / "Potrai fidarti di me" - 1968 "È colpa sua" / "Chiudo gli occhi e conto a sei" - 1969 "Un'ora fa" / "Non l'hai capito" - 1969 "Tu non-meritavi una canzone" / "Sono un uomo che non-sa" - 1969 "Portami con te" / "Sei stata troppo tempo in copertina" - 1970 "Hippy" / "Una voce amica" - 1970 "Ave Maria no morro" / "Jasemine" - 1971 "Si chiama Maria" / "America" - 1971 "Lei" / "Piango per chi" - 1972 "L'uomo e il cane" / "La mia primavera" - 1972 "Karany karanué" / "Buongiorno professore" | - 1973 "La bandiera di sole" / "Il vento lo racconterà" - 1973 "Samantha" / "Buongiorno professoreò" - 1973 "Quando me ne andrò" / "Canto per lei" - 1974 "Solo lei" / "Non andremo mai in paradiso" - 1975 "Amore amaro, amore dolce, amore mio" / "Dum dum la la" - 1976 "Io camminerò" / "L'ultima volta" - 1977 "Vierno" / "Di sera" - 1978 "Tu non-mia" / "Soli non-si può" - 1980 "Musica ti amo" / "A costo di morire" - 1981 "Malafemmena" /Il tuo posto" - 1981 "Canzone facile" / "Non ti arrendi mai" - 1982 "Gente comune" / "Vado col vento" - 1983 "Canzone amara" / "Camminando" - 1984 "Io, io senza te" / "Allora no" - 1986 "Via di qua" (A oldal Minával) / "Cosa manca" - 1987 "Io amo" / "Notte d'amore" (B oldal Loredana Bertèvel) - 1988 "Mi manchi" / "Col tempo" - 1989 "Ti lascerò" / "Ti lascerò" (instrumental) (Anna Oxával) - 1989 Avrei voluto" / "Avrei voluto" (instrumental) (Anna Oxával) - 1992 "Perché" - 1997 "Non ami che te" - 2002 "Ora che ho bisogno di te" (Luisa Cornával) - 2003 "Eri tu" - 2006 "Nascerà" - 2009 "Una piccola parte di te" - 2011 "Sono tornato" - 2016 "A chi mi dice" (Minával) |

## Külső hivatkozások
- honlapja Archiválva 2020. július 28-i dátummal a Wayback Machine-ben